# Jovanovič
Priimek Jovanovič je Po podatkih Statističnega urada Republike Slovenije 3068. najbolj pogost priimek v Sloveniji, ki ga je na dan 31. decembra 2007 uporabljalo 145 oseb, na dan 1. januarja 2010 pa 151 oseb.

## Znani nosilci priimka
- Andraž Jovanovič, teniški igralec
- Anja Jovanovič Kunstelj, zdravnica kirurginja, strokovna direktorica Bolnišnice Jesenice
- Branko Jovanovič, glasbenik kitarist
- Dejan Jovanovič, gimnastični trener
- Dušan Jovanovič (1939-2020), gledališki režiser, dramatik in profesor
- Dušan Jovanovič-Hyvärinen (*1952), slovensko-finski grafični oblikovalec
- Helena Jovanovič, zamejska pravljičarka, publicistka in TV-voditeljica (v Italiji)
- Peter Jovanovič (*1938), kipar samouk in risar
- Saša Jovanovič (*1965), lutkar, režiser
- Tomislav Jovanovič - Tokac, glasbenik, skladatelj, kitarist in pevec